# بوغيتشون
بلدية بوغيتشون (بالإسبانية: Boqueixón)‏، هي إحدى بلديات مقاطعة لا كرونيا إحدى مقاطعات إسبانيا، و التي تقع في منطقة جليقية شمال غرب إسبانيا.
يبلغ عدد سكانها 4.261 نسمة وفقاً لإحصائية سنة (2002).

## أعلام
- فيسنتي لوبيز كاريل